# Kwatermistrzowie oddziałów kawalerii II Rzeczypospolitej
Kwatermistrzowie oddziałów kawalerii II Rzeczypospolitej – lista oficerów Wojska Polskiego, którzy w latach 1921–1939 pełnili służbę na etatowych stanowiskach kwatermistrzów oddziałów kawalerii.
W 1924 roku, w nowej organizacji pokojowej oddziałów kawalerii, utworzono stanowisko kwatermistrza. 1 kwietnia 1938 stanowisko kwatermistrza zostało zamienione na stanowisko II zastępcy dowódcy (zastępcy dowódcy do spraw gospodarczych). W 1939, w organizacji wojennej pułku było ponownie stanowiskiem kwatermistrza.
| Stopień, imię i nazwisko                    | Okres pełnionej funkcji  | Kolejne stanowisko służbowe (dalsze losy)                    |
| 1 Pułk Szwoleżerów                          | 1 Pułk Szwoleżerów       | 1 Pułk Szwoleżerów                                           |
| ------------------------------------------- | ------------------------ | ------------------------------------------------------------ |
| mjr kaw. Leon Strzelecki                    | 1924–1926                |                                                              |
| mjr kaw. Kazimierz Mastalerz                | 19 VII 1926 - XI 1928    | zastępca dowódcy 1 pszwol.                                   |
| mjr / ppłk kaw. Józef Taube                 | XI 1928 - III 1930       | dyspozycja szefa Dep. Kaw. MSWojsk.                          |
| mjr kaw. Józef Szostak                      | III 1930 - 4 I 1932      | słuchacz WSWoj.                                              |
| mjr kaw. Michał Stempkowski                 | III 1932 - VI 1934       | KOP                                                          |
| mjr kaw. Zdzisław Dziadulski                | VI 1934 - 27 X 1936      | zastępca dowódcy 1 pszwol.                                   |
| mjr kaw. Mieczysław Bigoszewski             | X 1936 - IX 1939         | SZP / ZWZ / AK                                               |
| 2 Pułk Szwoleżerów                          |                          |                                                              |
| rtm. / mjr Eryk Pfann                       | 1924 – IV 1928           | dowódca szwadronu zapasowego                                 |
| mjr kaw. Tadeusz Łękawski                   | IV 1928 – I 1931         | zastępca dowódcy 2 pszwol.                                   |
| mjr kaw. Włodzimierz Gilewski               | XII 1932 – ?             | zastępca dowódcy 6 puł.                                      |
| mjr kaw. Edward Pisula                      | X 1936 – II 1938         | kwatermistrz 10 psk                                          |
| mjr kaw. Jan Skawiński                      | 1938 – IX 1939           | dowódca 4 Oddziału Rozpoznawczego                            |
| 3 Pułk Szwoleżerów                          |                          |                                                              |
| rtm. Edmund Heldut-Tarnasiewicz             | p.o. 1924                |                                                              |
| mjr kaw. Kazimierz Plisowski                | I 1928 – VII 1929        | zastępca dowódcy 13 puł.                                     |
| mjr kaw. Walerian Bogusławski               | VII 1929 – III 1930      | szef taborów 3 DP                                            |
| mjr kaw. Tadeusz Mikke                      | IV 1930 – III 1931       | kwatermistrz 1 puł.                                          |
| mjr kaw. Stanisław Uszyński                 | III 1931 – 30 IV 1933    | stan spoczynku                                               |
| mjr kaw. Edward Wania                       | IV 1933 – II 1936        | zastępca dowódcy 9 puł.                                      |
| mjr kaw. Aleksander Grabowiecki             | 1939                     | niemiecka niewola                                            |
| 1 Pułk Ułanów                               |                          |                                                              |
| mjr kaw. Czesław II Chmielewski             | 1924 – I 1928            | zastępca dowódcy 9 psk                                       |
| mjr kaw. Jan Litewski                       | IV 1928 – III 1931       | zastępca dowódcy pułku                                       |
| mjr kaw. Tadeusz Mikke                      | III 1931 – IV 1933       | zastępca dowódcy 15 puł.                                     |
| mjr kaw. Eugeniusz Chwalibóg-Piecek         | IV 1933 – 31 VIII 1938   | stan spoczynku                                               |
| mjr kaw. Mieczysław Julian Skrzyński        | do VIII 1939             | chory, OZ Kaw. „Białystok”                                   |
| kpt. int. Tomasz Jarmołowicz                | VIII – 10/11 IX 1939     |                                                              |
| 2 Pułk Ułanów                               |                          |                                                              |
| mjr / ppłk kaw. Tadeusz Byliński            | 1924 – V 1927            | zastępca dowódcy 16 puł.                                     |
| mjr kaw. Bronisław Kazimierz Lechowski      | VI 1927 – XI 1928        | zastępca dowódcy 2 psk                                       |
| mjr kaw. Modest Romiszewski                 | I 1929 – III 1930        | rejonowy inspektor koni Białystok                            |
| mjr kaw. Bronisław II Czapski               | III 1930 – 1935          | stan spoczynku, †1940 Katyń                                  |
| mjr kaw. Antoni Józef Platonoff             | VII 1935 – VIII 1939     | zastępca dowódcy pułku                                       |
| rtm. Wiktor Olędzki                         | VIII – IX 1939           | niemiecka niewola                                            |
| 3 Pułk Ułanów                               |                          |                                                              |
| mjr SG Józef Świerczyński                   | 1924                     |                                                              |
| mjr kaw. Józef Grudziński                   | IX 1927 – 1928           |                                                              |
| mjr. kaw. Juliusz Ziemba                    | VII 1929 – XII 1934      | praktyka w Ministerstwie Komunikacji                         |
| mjr kaw. Jerzy Anders                       | XII 1934 – 1938          | zastępca dowódcy 5 puł.                                      |
| mjr kaw. Jan Zapolski                       | do VIII 1939             | zastępca dowódcy pułku                                       |
| rtm. Stefan Sołtysik                        | VIII – IX 1939           |                                                              |
| 4 Pułk Ułanów                               |                          |                                                              |
| mjr kaw. Antoni Szalkiewicz                 | 1924                     |                                                              |
| mjr kaw. Józef Ossowski                     | do XI 1928               | zastępca dowódcy 11 puł.                                     |
| mjr kaw. Zygmunt Szafrański                 | VII 1929 – 1930          |                                                              |
| mjr kaw. Stanisław Hejnich                  | III 1931 – 1938          | kwatermistrz 26 puł.                                         |
| mjr kaw. Bohdan Niemczynowicz               | do IX 1939               | niemiecka niewola                                            |
| 5 Pułk Ułanów                               |                          |                                                              |
| mjr SG Włodzimierz Dunin-Żuchowski          | 1924 – 1925              |                                                              |
| mjr kaw. Edmund Edward Wróblewski           | I 1927 – IV 1928         | zastępca dowódcy 3 pszw.                                     |
| mjr kaw. Franciszek Karol Rodziewicz        | IV 1928 – III 1930       | dowódca szw. zapas. 5 puł.                                   |
| mjr kaw. Jerzy Kobylański                   | III 1930 – IV 1932       | stan spoczynku                                               |
| mjr kaw. Leon II Trojanowski                | IV 1932 – †26 I 1934     |                                                              |
| mjr kaw. Władysław Paweł Wójtowicz          | III 1934 –               | kwatermistrz 13 puł.                                         |
| mjr kaw. Bronisław Korpalski                | – IX 1939                |                                                              |
| 6 Pułk Ułanów                               |                          |                                                              |
| mjr kaw. Kazimierz Hrakałło-Horawski        | 1924                     |                                                              |
| mjr kaw. Primus Felicjan Dollar             | IV 1928 – VII 1929       | dyspozycja dowódcy OK VI                                     |
| mjr kaw. Tadeusz I Zieliński                | VII 1929 – III 1930      | szef taborów 6 DP                                            |
| mjr kaw. Władysław Gurbiel                  | III 1930 – III 1934      | stan spoczynku z dniem 30 VI 1934                            |
| mjr kaw. Józef Plackowski                   | III 1934 – ?             |                                                              |
| mjr kaw. Zenon Jan Słowiński                | 1939                     |                                                              |
| rtm. Jan Jarosław Nowakowski                | IX 1939                  |                                                              |
| 7 Pułk Ułanów                               |                          |                                                              |
| mjr kaw. Bronisław Rakowski                 | 1924                     |                                                              |
| mjr kaw. Franciszek Bieberstein-Żarnowski   | 1925                     |                                                              |
| mjr kaw. Edward Wilczyński                  | VI 1927 – VII 1929       | zastępca dowódcy 2 pszwol.                                   |
| mjr kaw. Marian Skrzynecki                  | VII 1929 – III 1930      | KOP                                                          |
| mjr kaw. Stefan Dukaj                       | III 1930 – VI 1933       | dowódca szwadronu zapasowego                                 |
| mjr kaw. Eugeniusz Bożydar Dąmbski          | 16 VI 1933 – ?           | rejonowy inspektor koni Ciechanów                            |
| mjr kaw. Antoni Alojzy Głuchowski           | 1939                     | dowódca OZN                                                  |
| mjr kaw. Romuald Jaworski                   | IX 1939                  | †1940 Ukraina                                                |
| 8 Pułk Ułanów                               |                          |                                                              |
| mjr kaw. Tadeusz Komorowski                 | 1924                     |                                                              |
| mjr kaw. Stanisław Ejzerman                 | IV 1928 - 31 VIII 1929   | stan spoczynku                                               |
| mjr kaw. Leon Dzierdziejewski               | VII 1929 - III 1930      | rejonowy inspektor koni Postawy                              |
| mjr kaw. Czesław Soroczyński                | III 1930 – IX 1939       | niemiecka niewola                                            |
| 9 Pułk Ułanów                               |                          |                                                              |
| mjr kaw. Józef Byszewski                    | 1924                     | kwatermistrz 24 puł.                                         |
| mjr kaw. Władysław Kietliński               | I 1927 – 1928            | stan spoczynku                                               |
| mjr kaw. Andrzej Kuczek                     | IV 1928 – XII 1929       | Inspektor Południowej Grupy Szwadronów KOP                   |
| mjr kaw. Józef Grudziński                   | III 1930 – I 1931        | zastępca dowódcy 24 puł.                                     |
| mjr kaw. Wiktor Stanisław Baranowski        | III 1931 – †28 VIII 1938 |                                                              |
| mjr kaw. Stefan Bończa-Tomaszewski          | do VIII 1939             | zastępca dowódcy pułku                                       |
| mjr kaw. Zygmunt Edward Elsner              | VIII – IX 1939           | niemiecka niewola                                            |
| 10 Pułk Ułanów                              |                          |                                                              |
| mjr kaw. Zdzisław Karol Kwiatkowski         | XII 1927 – VII 1929      | zastępca dowódcy pułku                                       |
| mjr kaw. Julian Arnoldt-Russocki            | VII 1929 – 5 VII 1930    | zastępca dowódcy 16 puł.                                     |
| rtm. / mjr kaw. Jan Feliks Zarzycki         | IX 1930 – III 1931       | dowódca szw. zapas. 24 puł.                                  |
| mjr kaw. dr Otton Weldon                    | III 1931 – był w 1935    |                                                              |
| mjr kaw. Włodzimierz Łączyński              | do VII 1939              | zastępca dowódcy 2 psk                                       |
| mjr kaw. Stanisław Józef Fedorowski         | 13 VII – 6 X 1939        | niemiecka niewola                                            |
| 11 Pułk Ułanów                              |                          |                                                              |
| mjr piech. Julian Filipowicz                | 1924 – V 1927 (?)        | zastępca dowódcy pułku / dowódca szw. zapas. (?)             |
| mjr kaw. Kazimierz III Peszkowski (?)       | do IV 1928               | dowódca szw. zapas. 13 puł.                                  |
| mjr kaw. Janusz Korczyński                  | IV 1928 – III 1930       | szef taborów 19 DP                                           |
| mjr kaw. Stanisław VII Lewicki              | IV 1930 – XI 1935        | zastępca dowódcy 10 psk                                      |
| mjr kaw. Bohdan Wieczorkiewicz              | XI 1935 – 1939           | zastępca dowódcy pułku                                       |
| mjr kaw. Lucjan Szymański                   | IX 1939                  | ZWZ/AK                                                       |
| 12 Pułk Ułanów                              |                          |                                                              |
| mjr kaw. Emil Grabowski                     | 1924                     |                                                              |
| mjr kaw. Józef Henryk Trzciński             | do IV 1928               | zastępca dowódcy pułku                                       |
| mjr kaw. Kazimierz Andrzejkowicz            | IV 1928 – 30 IX 1930     | stan spoczynku                                               |
| mjr kaw. Jerzy Telesfor Suryn               | IX 1930 – IV 1934        | kwatermistrz WSWoj.                                          |
| mjr kaw. Karol Rudnicki                     | IV 1934 – 1939           | zastępca dowódcy 27 puł.                                     |
| mjr kaw. Oskar Berenson                     | – †14 IX 1939            |                                                              |
| 13 Pułk Ułanów                              |                          |                                                              |
| mjr kaw. Tadeusz Dackiewicz                 | 1924                     | zastępca dowódcy pułku                                       |
| mjr kaw. Wacław Drewski                     | IV 1928 – VII 1929       | dyspozycja dowódcy OK III                                    |
| mjr kaw. Kazimierz Peszkowski               | VII 1929 – III 1930      | szef taborów przy 21 DP                                      |
| mjr kaw. Oskar Stetkiewicz                  | III 1930 – V 1932        | dyspozycja dowódcy OK III                                    |
| mjr kaw. Antoni Czapliński                  | V 1932 – był w 1935      | rejonowy inspektor koni Płock                                |
| mjr kaw. Władysław Paweł Wójtowicz          | 1939                     | zastępca dowódcy pułku                                       |
| rtm. adm. (kaw.) Stanisław Edward Bazylczuk | IX 1939                  | niemiecka niewola                                            |
| 14 Pułk Ułanów                              |                          |                                                              |
| mjr kaw. Edward Godlewski                   | 1924 – IV 1928           | zastępca dowódcy pułku                                       |
| mjr kaw. Witold Czaykowski                  | IV 1928 – IV 1933        | szef wydziału w Kierownictwie Remontów                       |
| mjr kaw. Tadeusz II Walkowski               | VI 1933 – ?              | Korpus Kontrolerów                                           |
| mjr kaw. Karol Apolinary Wiernicki          | 1939                     |                                                              |
| chor. Bronisław Gadzin                      | p.o. IX 1939             |                                                              |
| 15 Pułk Ułanów                              |                          |                                                              |
| mjr kaw. Jarema Zapolski                    | 1924 – ?                 | zastępca dowódcy 2 pszwol.                                   |
| mjr kaw. Adam Radomyski                     | II 1927 – IV 1928        | zastępca dowódcy 15 puł.                                     |
| mjr kaw. Władysław Mączewski                | IV 1928 – III 1931       | zastępca dowódcy 8 puł.                                      |
| mjr kaw. Stanisław Gauza                    | III 1931 – III 1934      | dyspozycja dowódcy OK VII                                    |
| mjr kaw. Julian Jerzy Fischer-Drauenegg     | XII 1934 – III 1939      | wz. I zastępca dowódcy pułku                                 |
| mjr kaw. Kazimierz Józef Chłapowski         | wz. III – VIII 1939      | zastępca dowódcy pułku                                       |
| rtm. Władysław Braunek                      | VIII – IX 1939           | zastępca dowódcy pułku                                       |
| 16 Pułk Ułanów                              |                          |                                                              |
| mjr kaw. Michał Nowicki                     | 1924 – XII 1927          | rejonowy inspektor koni Kalisz                               |
| mjr kaw. Kazimierz Kosiarski                | IV 1928 – VII 1929       | zastępca dowódcy pułku                                       |
| mjr kaw. Władysław Turowicz                 | VII 1929 – III 1930      | szef taborów 4 DP                                            |
| mjr kaw. Witold I Jabłoński                 | III 1930 – VIII 1939     | zastępca dowódcy pułku                                       |
| rtm. Tadeusz II Jankowski                   | VIII – IX 1939           | niemiecka niewola                                            |
| 17 Pułk Ułanów                              |                          |                                                              |
| mjr kaw. Tadeusz Mieczkowski                | 1924 –                   | 26 puł., 30 IX 1928 zwolniony do rezerwy                     |
| mjr kaw. Zygmunt Moszczeński                | VII 1929 – III 1932      | zastępca dowódcy 26 puł.                                     |
| mjr kaw. Bolesław Cendrowski                | III 1932 – VII 1938?     | rejonowy inspektor koni Poznań                               |
| mjr kaw. Józef Skrzypkowski                 | VII 1938 – IX 1939       | niemiecka niewola                                            |
| 18 Pułk Ułanów                              |                          |                                                              |
| mjr kaw. Oskar Zawadil                      | 1924 – XI 1925           | zastępca dowódcy pułku                                       |
| mjr kaw. Tadeusz Seeliger-Reklewski         | X 1925 – IX 1926         | dowódca szw. zapas. 25 puł.                                  |
| mjr kaw. Emil Macieliński                   | IX 1926 – 6 III 1929     | referent w Inspektoracie Armii w Warszawie                   |
| mjr kaw. Stefan Platonoff                   | III 1929 – III 1932      | zastępca dowódcy 3 psk                                       |
| mjr kaw. Franciszek Rekucki                 | III 1932 – IV 1937       | zastępca dowódcy 5 psk                                       |
| mjr kaw. Stanisław Malecki                  | do VIII 1939             | zastępca dowódcy pułku                                       |
| rtm. Włodzimierz Raczyński                  | VIII – IX 1939           | niemiecka niewola                                            |
| 19 Pułk Ułanów                              |                          |                                                              |
| mjr kaw. Jan Szkuta                         | 1924 – 1925?             | Komenda Uzupełnień Koni Nr 30                                |
| mjr kaw. Aleksander Winnicki-Rodziewicz     | XI 1926 –                |                                                              |
| mjr kaw. Stanisław Królicki                 | VI 1927 – VII 1929       | zastępca dowódcy 17 puł.                                     |
| mjr kaw. Jan Romański                       | VII 1929 – 31 VII 1937   | stan spoczynku                                               |
| mjr kaw. Jan Pelczar                        | 1937? – IX 1939          | †1940 Charków                                                |
| 20 Pułk Ułanów                              |                          |                                                              |
| mjr kaw. Roman Wincenty Goebel              | 1924 – VI 1927           | dowódca szw. 2 puł.                                          |
| mjr kaw. Władysław Franciszek Wiktor Jercho | VI 1927 – III 1929       | dyspozycja dowódcy OK X, 30 IX 1929 stan spoczynku           |
| mjr kaw. Edward Milewski                    | VII 1929 – III 1930      | zastępca dowódcy pułku                                       |
| mjr kaw. Michał Albin Ordyniec              | III 1930 – VIII 1939     | zastępca dowódcy pułku                                       |
| rtm. Marian Szendzielarz                    | VIII – IX 1939           | niemiecka niewola                                            |
| 21 Pułk Ułanów                              |                          |                                                              |
| mjr kaw. Zdzisław Karol Kwiatkowski         | 1924 – XII 1927          | kwatermistrz 10 puł.                                         |
| mjr kaw. Witold Morawski                    | XII 1927 – I 1931        | KOP                                                          |
| mjr kaw. Kajetan Jaroszewicz                | III 1931 – 30 VI 1934    | stan spoczynku                                               |
| mjr kaw. Wiktor Arnoldt-Russocki            | V 1934 – 1936            | zastępca dowódcy 17 puł.                                     |
| mjr kaw. Stanisław Ignacy Starzecki         | do VIII 1939             | zastępca dowódcy pułku                                       |
| rtm. Stefan Bocianowski                     | VIII – IX 1939           | †13 XI 1939 szpital w Chełmie                                |
| 22 Pułk Ułanów                              |                          |                                                              |
| rtm. Jan Kałłaur                            | p.o. 1924                |                                                              |
| mjr kaw. Mikołaj Kazimierz Więckowski       | do II 1927               | p.o. zastępcy dowódcy pułku                                  |
| mjr kaw. Józef IV Sokołowski                | VI 1927 – VII 1929       | zastępca dowódcy 21 puł.                                     |
| mjr kaw. Jerzy Żuromski                     | VII 1929 – X 1935        | rejonowy inspektor koni Mińsk Maz.                           |
| mjr kaw. Jan Skawiński                      | X 1935 – 1938?           | kwatermistrz 2 pszwol.                                       |
| mjr kaw. Mieczysław Kozanecki               | 1937? – †11 IX 1939      |                                                              |
| 23 Pułk Ułanów                              |                          |                                                              |
| rtm. / mjr kaw. Franciszek Karassek         | 1924 – VII 1929          | zastępca dowódcy 8 puł.                                      |
| mjr kaw. Eugeniusz Święcicki                | VII 1929 – VI 1933       | zastępca dowódcy 4 puł.                                      |
| mjr kaw. Władysław Bereza                   | VI 1933 – 1937           | zastępca dowódcy 2 psk                                       |
| mjr kaw. Stanisław Bohdan Rusiecki          | 1937? – IX 1939          |                                                              |
| 24 Pułk Ułanów                              |                          |                                                              |
| rtm. Stanisław Marian Tański                | p.o. 1924                |                                                              |
| mjr kaw. Józef Byszewski                    | do VII 1929              | rejonowy inspektor koni Ciechanów                            |
| mjr kaw. dr Otton Weldon                    | III 1930 – III 1931      | kwatermistrz 10 puł.                                         |
| mjr kaw. Jerzy Deskur                       | III 1931 – VIII 1939     | zastępca dowódcy pułku                                       |
| kpt. int. Gustaw Höpting                    | VIII – IX 1939           | deportowany do III Rzeszy                                    |
| 25 Pułk Ułanów                              |                          |                                                              |
| mjr kaw. Aleksander Tiwołowicz              | 1924                     |                                                              |
| mjr kaw. Bohdan Stachlewski                 | IV 1928 – VII 1929       | zastępca dowódcy 27 puł.                                     |
| mjr kaw. Roman Kozakiewicz                  | VII 1929 – 31 XII 1932   | stan spoczynku                                               |
| mjr kaw. Janusz Władysław Ossowski          | XII 1932 – był w 1935    | rejonowy inspektor koni Jarosław                             |
| mjr kaw. Wincenty Cendro                    | VII 1938 – IX 1939       | sowiecka niewola, †1940 Katyń                                |
| 26 Pułk Ułanów                              |                          |                                                              |
| rtm. Józef Duszyński                        | p.o. 1924 – II 1925      | dowódca 18 szwadronu KOP                                     |
| mjr kaw. Lucjan Chojecki                    | od II 1925               |                                                              |
| mjr kaw. Stefan Liszko                      | IV 1928 – VIII 1929      | zastępca dowódcy 6 puł.                                      |
| mjr kaw. Bartłomiej Zakrzewski              | III 1930 – III 1934      | dysp. dcy OK IX, 31 VII 1934 stan spocz.                     |
| mjr kaw. Czesław Wisłocki                   | IV 1934 – VII 1935       | dysp. dcy OK IX, później stan spocz.                         |
| mjr kaw. Rupert Pawelski                    | VII 1935 – 1938?         | rejonowy inspektor koni Tarnopol, †22 III 1941 KL Dachau     |
| mjr kaw. Stanisław Hejnich                  | 1938 – VIII 1939         | zastępca dowódcy pułku                                       |
| rtm. Feliks Stelmaszewski                   | VIII – 14 IX 1939        | niemiecka niewola                                            |
| 27 Pułk Ułanów                              |                          |                                                              |
| mjr kaw. Władysław Dąbrowski                | 1924 –                   |                                                              |
| mjr kaw. Stanisław Wadowski                 | do XII 1926              | dowódca szw. zapas. 27 puł.                                  |
| mjr kaw. Aleksander Gulkowski               | XII 1926 – V 1927        | zastępca dowódcy 2 psk                                       |
| mjr kaw. Romuald Borycki                    | VI 1927 – XI 1928        | zastępca dowódcy 26 puł.                                     |
| mjr kaw. Jarosław Michał Kaczyński          | IV 1929 – I 1931         | słuchacz WSWoj.                                              |
| mjr kaw. Feliks Kopeć                       | III 1931 – VI 1933       | zastępca dowódcy 25 puł.                                     |
| mjr kaw. Ludwik Naimski                     | unieważniono             |                                                              |
| mjr kaw. Karol Dillenius                    | 15 IX 1933 – IV 1934     | zastępca dowódcy 27 puł.                                     |
| mjr kaw. Władysław Walecki                  | VI 1934 – VIII 1939      | DOK II, †1940 Katyń                                          |
| mjr kaw. Leopold Berg                       | VIII – IX 1939           | sowiecka niewola, †1940 Charków                              |
| 1 Pułk Strzelców Konnych                    |                          |                                                              |
| mjr kaw. Stanisław Ulankiewicz              | 1924 – IV 1928           | dowódca szwadronu                                            |
| mjr kaw. Józef Mularczyk                    | IV 1928 – III 1932       | zastępca dowódcy pułku                                       |
| mjr kaw. Marian Fabrycy                     | III 1932 – VII 1935      | 30 IX 1935 stan spoczynku                                    |
| mjr kaw. Włodzimierz Białobłocki            | VII 1935 –               |                                                              |
| mjr kaw. Jan Ołpiński                       | 1936 – IX 1939           | ZWZ / AK, †II 1944 Brześć                                    |
| 2 Pułk Strzelców Konnych                    |                          |                                                              |
| mjr kaw. Paweł Gałecki                      | 1924 –                   |                                                              |
| mjr kaw. Stanisław Gąssowski                | II 1928 – X 1931         | zastępca dowódcy pułku                                       |
| mjr kaw. Jarosław Michał Kaczyński          | X 1931 – III 1934        | zastępca dowódcy 24 puł.                                     |
| mjr kaw. Henryk Dobrzański                  | III 1934 – XII 1935      | dowódca szw. zapas. 2 psk                                    |
| mjr kaw. Stanisław Wołoszyn-Broczyński      | XII 1935 – ?             | Biuro Personalne MSWojsk., †1940 Charków                     |
| mjr kaw. Władysław II Walczyński            | ? – VIII 1939            | Zgrupowanie Kawalerii ppłk. Kazimierza Halickiego            |
| rtm. Bohdan Bogumił Dobrzański              | VIII – IX 1939           | †1940 Charków                                                |
| 3 Pułk Strzelców Konnych                    |                          |                                                              |
| mjr kaw. rez. Jan Bereżecki                 | 1924 – VII 1926          | p.o. zastępcy dowódcy 27 puł.                                |
| mjr kaw. Modest Romiszewski                 | VI 1927 – I 1929         | kwatermistrz 2 puł.                                          |
| mjr kaw. Kazimierz Trzciński                | VII 1929 – III 1930      | szef taborów przy 17 DP                                      |
| mjr kaw. Zenon Sierzycki                    | III 1930 – XII 1931      | dyspozycja dowódcy OK III                                    |
| mjr kaw. Józef Rajmund Grubowski            | III 1932 – XII 1937      | stan spoczynku                                               |
| mjr kaw. Jerzy Florkowski                   | do IX 1939               | dowódca 102 puł.                                             |
| 4 Pułk Strzelców Konnych                    |                          |                                                              |
| mjr kaw. Stefan Władysław Jachimowski       | 1924 – XII 1927.         | rejonowy inspektor koni Bielsk                               |
| mjr kaw. Jerzy Gliński                      | IV 1928 – X 1930         | zastępca dowódcy 1 dyonu sam. panc.                          |
| mjr kaw. Edmund Chojecki                    | X 1930 – IV 1933         | rejonowy inspektor koni Łuck                                 |
| mjr kaw. Zygmunt Mikołaj Ważyński           | VI 1933 – po 1935        | zastępca dowódcy 14 puł.                                     |
| mjr kaw. Władysław Nowacki                  | do †26 IX 1939           |                                                              |
| 5 Pułk Strzelców Konnych                    |                          |                                                              |
| mjr kaw. rez. Wilhelm Światołdycz-Kisiel    | 1924 – 30 XI 1926        | zwolniony z czynnej służby                                   |
| mjr kaw. Józef Koczwara                     | II – XII 1927            | zastępca dowódcy 18 puł.                                     |
| mjr kaw. Tadeusz Kurnatowski                | IV 1928 – VII 1929       | zastępca dowódcy pułku                                       |
| mjr kaw. Adolf Bucholc                      | VII 1929 – III 1932      | zastępca dowódcy 3 puł.                                      |
| mjr kaw. Edward Maria Fryderyk August Breza | III 1932 – po 1935       |                                                              |
| mjr kaw. Józef Piotr Trenkwald              | do V? 1939               | zastępca dowódcy 9 psk                                       |
| rtm. Mieczysław Chwaliński                  | IX 1939                  | niemiecka niewola, po uwolnieniu w Brygadzie Świętokrzyskiej |
| 6 Pułk Strzelców Konnych                    |                          |                                                              |
| mjr kaw. Hieronim Lisowski                  | 1924 –                   | KUK 9 Grodno, 4 puł., 12 puł.                                |
| mjr kaw. Roman Kazimierz Węgłowski (?)      | – V 1926                 | zastępca dowódcy 6 puł.                                      |
| mjr kaw. Józef Weiss-Weissenfeld (?)        | – 28 II 1927             | stan spoczynku                                               |
| mjr kaw. Mieczysław Karol Dąbrowski         | IV 1928 – VIII 1929      | Departament Kawalerii MSWojsk.                               |
| mjr kaw. Karol Wisłouch                     | VIII 1929 – II 1932      | Wojskowy Zakład Remontu Koni                                 |
| mjr kaw. Kazimierz Suski de Rostwo          | III 1932 – 1936          | zastępca dowódcy 21 puł.                                     |
| mjr kaw. Edward Leon Witkowski              | do 1939                  | zastępca dowódcy 3 pszwol.                                   |
| rtm. Stanisław Szostakowski                 | VIII – IX 1939           | niemiecka niewola                                            |
| 7 Pułk Strzelców Konnych                    |                          |                                                              |
| mjr kaw. Karol Wilhelm May                  | 1924 – VII 1929          | zastępca dowódcy pułku                                       |
| mjr kaw. Władysław Teodor Matuszewicz       | VII 1929 – III 1930      | szef taborów 14 DP                                           |
| mjr kaw. Tadeusz Mikołajczyk                | III 1930 – VII 1935      | rejonowy inspektor koni Kowel                                |
| mjr kaw. Marian Korczak                     | VII 1935 – 1938          | I zastępca dowódcy 25 puł.                                   |
| mjr kaw. Wilhelm Kalwas                     | 1938 – 24 VIII 1939      | zastępca dowódcy pułku                                       |
| mjr adm. (kaw.) Paweł Budzik                | 24 VIII 1939 – 9 IX 1939 | zastępca dowódcy pułku                                       |
| rtm. Zbigniew Szacherski                    | 9 – 14 IX 1939           | zastępca dowódcy pułku                                       |
| 8 Pułk Strzelców Konnych                    |                          |                                                              |
| mjr kaw. Jerzy Steckiewicz                  | 1924 –                   |                                                              |
| mjr. kaw. Tadeusz Tułasiewicz               | IV 1928 – IX 1930        | rejonowy inspektor koni Kowel                                |
| mjr kaw. Stanisław Włodzimierz Szeliski     | III 1931 – III 1934      | praktyka u rejonowego inspektora koni Grudziądz              |
| mjr kaw. Tadeusz Kuźmiński                  | III 1934 – po 1935       | dyspozycja dowódcy 5 bpanc.                                  |
| mjr kaw. Czesław I Święcicki                | 1937 – IX 1939           | niemiecka niewola                                            |
| 9 Pułk Strzelców Konnych                    |                          |                                                              |
| mjr kaw. Mikołaj Mikulin                    | 1924 – VI 1927           | członek Komisji Remontowej nr 4                              |
| mjr kaw. Jan Witold Kerner                  | VI 1927 – VII 1929       | zastępca dowódcy 10 psk                                      |
| mjr kaw. Stefan Skarżyński                  | VII 1929 – I 1931        | zastępca dowódcy 6 puł.                                      |
| mjr kaw. Jerzy Janusz Staniszewski          | III 1931 – po 1935       | zastępca dowódcy 8 psk                                       |
| mjr kaw. Bohdan Dobrzyński                  | do IX 1939               | niemiecka niewola                                            |
| 10 Pułk Strzelców Konnych                   |                          |                                                              |
| mjr kaw. Primus Felicjan Dollar             | 1924 –                   | 6 puł.                                                       |
| mjr kaw. Artur Stankiewicz                  | XI 1926 – XII 1927       | rejonowy inspektor koni w Piotrkowie                         |
| mjr kaw. Wilhelm Horsetzky de Hornthal      | IV 1928 – VII 1929       | rejonowy inspektor koni Tarnów                               |
| mjr kaw. Józef Stapf                        | VII 1929 – VI 1933       | rejonowy inspektor koni Złoczów                              |
| mjr kaw. Józef Juniewicz                    | VI 1933 – był w 1935     |                                                              |
| mjr kaw. Edward Pisula                      | II 1938 – VIII 1939      | zastępca dowódcy 23 puł.                                     |
| por. int. Józef Domanus                     | VIII – IX 1939           | PSZ na Zachodzie                                             |
| Centrum Wyszkolenia Kawalerii               |                          |                                                              |
| mjr kaw. Ludomir Wysocki                    | VII 1928 – VII 1929      | komendant SPRKaw.                                            |
| mjr kaw. Jan Kałłaur                        | VII 1929 – 15 VI 1930    | zastępca dowódcy 10 puł.                                     |
| mjr kaw. Zygmunt Marszewski                 | IX 1930 – III 1934       | zastępca dowódcy 7 puł.                                      |
| mjr kaw. Bolesław Kentro                    | III 1934 – III 1939      |                                                              |